# Цурута

40°45′32″ пн. ш. 140°25′43″ сх. д. / 40.75889° пн. ш. 140.42861° сх. д.
Цуру́та (яп. 鶴田町, つるたまち, МФА: [t͡suɾuta mat͡ɕi̥]) — містечко в Японії, в повіті Кіта-Цуґару префектури Аоморі. Станом на 1 жовтня 2007 площа містечка становила 46,38 км². Станом на 1 липня 2008 населення містечка становило 14 663 осіб.